# Municipio de Maple River (Iowa)
El municipio de Maple River (en inglés: Maple River Township) es un municipio ubicado en el condado de Carroll en el estado estadounidense de Iowa. En el año 2010 tenía una población de 497 habitantes y una densidad poblacional de 5,86 personas por km².

## Geografía
El municipio de Maple River se encuentra ubicado en las coordenadas 42°4′50″N 94°55′22″O / 42.08056, -94.92278. Según la Oficina del Censo de los Estados Unidos, el municipio tiene una superficie total de 84.87 km², de la cual 84,87 km² corresponden a tierra firme y (0 %) 0 km² es agua.

## Demografía
Según el censo de 2010, había 497 personas residiendo en el municipio de Maple River. La densidad de población era de 5,86 hab./km². De los 497 habitantes, el municipio de Maple River estaba compuesto por el 97,18 % blancos, el 0,2 % eran afroamericanos, el 0,6 % eran asiáticos, el 0,8 % eran de otras razas y el 1,21 % eran de una mezcla de razas. Del total de la población el 0 % eran hispanos o latinos de cualquier raza.